# Őshüllő
Az őshüllő vagy őskori hüllő olyan, többféle kategóriába tartozó állatok csoportját jelenti, amely segít a dinoszauruszok más korai hüllőktől való megkülönböztetésében. Mivel a dinoszauruszok évmilliókon át sikeresen uralkodtak, gyakorlatilag külön kategóriát képeznek az evolúciós élettörténeten belül.
Az e kategóriába tartozó hüllőket, főként a különféle tengeri plesiosaurusokat és a repülő pterosaurusokat, melyek mellé besorolhatók az ősi krokodilok, például az óriás Deinosuchus is, gyakran tévesen dinoszaurusznak tekintik.
Az emlősszerűeket (a therapsidákat) és más magzatburkosokat (köztük a jól ismert Dimetrodont), noha nem tagjai a Sauropsida kládnak (melyet általában a „Hüllő” szinonimájának tartanak), gyakran tekintik hüllőnek, bár valójában synapsidák (az emlősökkel rokonságban álló magzatburkosok). A hüllők őseit a hagyomány szerint a labyrinthodontia kétéltűek, azaz a reptiliomorphák (hüllőszerű négylábúak) közé sorolják.

## Az őshüllők csoportokra bontott listája

### Koraihüllők
- Silvanerpeton
- Captorhinidák
- Protorothyrididák
  - Hylonomus

### Koraianapsidák
- Brasileosaurus
- Elginia
- Hylonomus
- Hypsognathus
- Labidosaurus
- Mesosaurus
- Millerettidák
- Milleretta
- Pareiasaurus
- Scutosaurus
- Bolosauridák
- Pareiasaurusok
  - Bradysaurus
  - Scutosaurus
  - Anthodon

### Teknősök
- Archelon
- Meiolania
- Palaeotrionyx
- Proganochelys
- Pleurosternon
- Stupendemys
- Testudo atlas

### Koraidiapsidák
- Araeoscelidák
  - Petrolacosaurus
  - Spinoaequalis
  - Araeoscelis
- Avicephalák
  - Protoavis
  - Longisquama
  - Coelurosauravus
- Champsosaurus
- Youngina
- Thalattosaurusok
  - Askeptosaurus
- Eosuchiák
- Lepidosaurusok

### Ichthyosaurusok
- Californosaurus
- Cymbospondylus
- Shonisaurus
- Ichthyosaurus
- Mixosaurus
- Ophthalmosaurus
- Temnodontosaurus
- Eurhinosaurus

### Plesiosaurusok,placodontákésnothosaurusok
- Ceresiosaurus
- Claudiosaurus
- Cryptocleidus
- Elasmosaurus
- Henodus
- Nothosaurus
- Placodus
- Placochelys
- Kronosaurus
- Lariosaurus
- Libonectes
- Liopleurodon
- Macroplata
- Muraenosaurus
- Nothosaurus
- Peloneustes
- Pistosaurus
- Plesiosaurus
- Umoonasaurus

### Kígyókésgyíkok
- Kuehneosaurus
- Gyíkok
  - Megalania
  - Yabeinosaurus
- Mosasaurusok
  - Mosasaurus
  - Selmasaurus
  - Tylosaurus
- Kígyók
  - Najash
  - Haasiophis
  - Pachyrhachis

### Koraiarchosaurusok
- Garjaina
- Trilophosaurusok
- Rhynchosaurusok
  - Hyperodepedon
- Ctenosauridák
  - Lotosaurus
- Prolacertiformesek
  - Protorosaurus
  - Sharovipteryx
  - Tanystropheus
- Proterosuchidák
  - Chasmatosuchus
- Erythrosuchidák
- Euparkeria
- Phytosaurusok
  - Centemodon
  - Belodon
- Ornithosuchus
- Revueltosaurus
- Aetosaurusok
- Rauisuchiák
  - Postosuchus
  - Shuvosaurus
  - Teratosaurus
  - Gracilisuchus
- Hallopus
- Lagosuchus

### Krokodilok
- Dakosaurus
- Deinosuchus
- Goniopholis
- Protosuchus
- Sarcosuchus

### Repülő hüllők (pterosaurusok)
- Anurognathus
- Caulkicephalus
- Cearadactylus
- Coloborhynchus
- Dermodactylus
- Dimorphodon
- Dsungaripterus
- Eudimorphodon
- Feilongus
- Nurhachius
- Nyctosaurus
- Pteranodon
- Pterodactylus
- Pterodaustro
- Quetzalcoatlus
- Rhamphorhynchus
- Scaphognathus
- Sordes
- Tapejara
- Tupuxuara

## Fordítás
- Ez a szócikk részben vagy egészben  a   Prehistoric reptiles című angol Wikipédia-szócikk ezen változatának fordításán alapul.  Az eredeti cikk szerkesztőit annak laptörténete sorolja fel. Ez a jelzés csupán a megfogalmazás eredetét és a szerzői jogokat jelzi, nem szolgál a cikkben szereplő információk forrásmegjelöléseként.